# Es Racó de S'Alga
Es Racó de S'alga est la plage principale de l'île de S'Espalmador. C'est aussi une des zones de mouillage pour bateaux de plaisance des plus connues en Méditerranée occidentale, abritée des vents dominants (Levant) à la belle saison.